# 娇长逍遥蛛
娇长逍遥蛛（学名：Tibellus tenellus）为逍遥蛛科长逍遥蛛属的动物。分布于朝鲜、日本、澳大利亚以及中国大陆的黑龙江、吉林、辽宁、河南、湖南、江西等地，多生活于灌木丛、果园以及农田。